# Péter Erdő
Péter kardinál Erdő (* 25. června 1952, Budapešť) je maďarský římskokatolický kněz, arcibiskup-metropolita arcidiecéze ostřihomsko-budapešťské, kardinál a maďarský primas.

## Život

Osobní erb

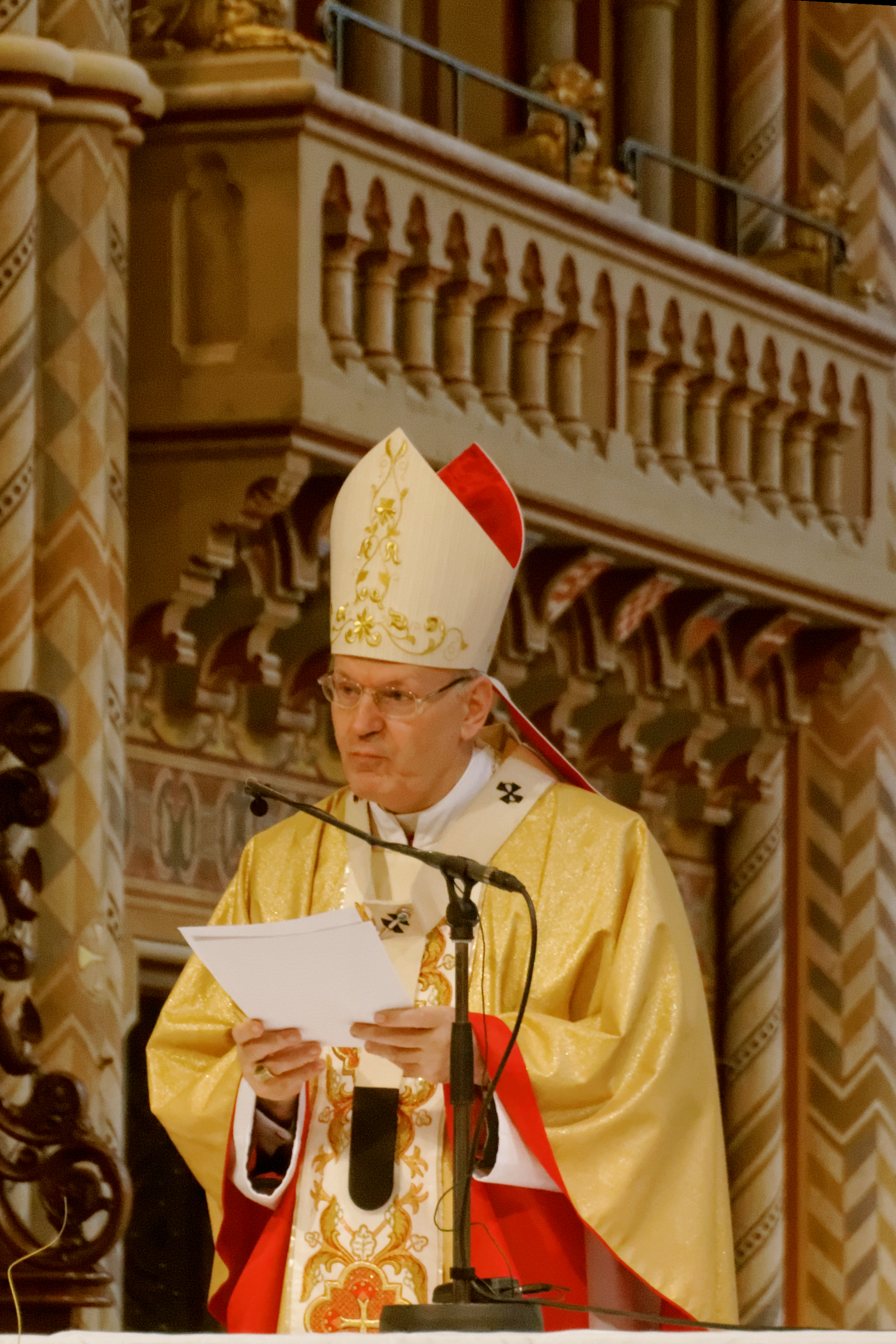
2013

Studoval v seminářích v Ostřihomi a Budapešti, kněžské svěcení přijal 18. června 1975 v Budapešti.
Působil v arcidiecézi ostřihomsko-budapešťské, na sklonku sedmdesátých let 20. století studoval v Římě. Po návratu do vlasti byl profesorem semináře v Ostřihomi, od roku 1988 působil na Katolické univerzitě Petra Pázmánye v Budapešti, kde byl profesorem, později děkanem a rektorem (v roce 1998).
V listopadu 1999 ho papež Jan Pavel II. jmenoval pomocným biskupem v diecézi Székesfehérvár, 6. ledna 2000 mu udělil biskupské svěcení.
V prosinci 2002 byl jmenován arcibiskupem arcidiecéze ostřihomsko-budapešťské. O rok později, 21. října 2003, přijal z rukou papeže kardinálskou nominaci. Byl nejmladším účastníkem konkláve po smrti Jana Pavla II. v dubnu 2005.
Po smrti papeže Františka v dubnu 2025 byl médii uváděn jako jeden z kardinálů majících možnost stát se papežem.